# Das Zeichen des Engels
Das Zeichen des Engels ist ein französisches Filmdrama von Safy Nebbou aus dem Jahr 2008. Es beruht auf einem wahren Fall. 2019 wurde mit Angel of Mine eine US-amerikanische Neuverfilmung veröffentlicht.

## Handlung
Elsa Valentin lebt in Scheidung von ihrem Mann; das Paar steht zudem kurz vor dem gerichtlichen Sorgerechtsstreit um den gemeinsamen Sohn Thomas. Elsa will, dass ihr Sohn bei ihr lebt, ist jedoch psychisch labil. Vor rund sieben Jahren verlor sie ihre wenige Tage alte Tochter Lucy bei einem Brand im Krankenhaus. Über den Verlust der Tochter ist sie nie hinweggekommen. Eines Tages holt Elsa ihren Sohn von einem Kindergeburtstag ab und entdeckt dabei ein Mädchen. Sie ist sich sicher, dass es sich bei ihr um Lucy handelt. Thomas weiß von ihr nur, dass es die Schwester von Jérémy ist, den er nur über einen Freund aus dem Training kennt. Elsa gelingt es, die Schule des Mädchens ausfindig zu machen, und ihr schließlich nach Ende der Schule nach Hause zu folgen. Hier sieht sie, dass das Haus der Familie zum Verkauf steht. Gezielt geht sie mit Thomas in der Nähe spazieren und passt schließlich Jérémys Mutter Claire Vigneaux am Eingangstor ab, als sie die Kinder nach Hause bringt. Die Mütter lernen sich kennen und beide Jungen sind begeistert, sich nach der Geburtstagsfeier wiederzusehen. Sie freunden sich die nächste Zeit an. Elsa wiederum bekundet Interesse an dem Haus und darf es daher am nächsten Tag besichtigen. Sie erfährt, dass die Familie der Arbeit wegen nach Kanada auswandern will. Auch über die Tochter kann sie einiges in Erfahrung bringen: Sie heißt Lola und ist sieben Jahre alt – so alt, wie auch Lucy wäre.
Immer öfter findet Elsa in den nächsten Tagen Ausreden auf Arbeit und bei ihren Eltern, um Lola beobachten zu können oder ganz aktiv ihre Nähe zu suchen. Beim Schlittschuhlaufen gibt sie vor, Lola zu stützen, umarmt sie dabei jedoch eng und selbstvergessen, sodass sie einen anderen Läufer auf dem Eis übersieht. Lola stürzt und schlägt hart mit dem Kopf an der Bande auf. Der Zwischenfall kühlt das Verhältnis zwischen Elsa und Claire, die zunehmend misstrauisch wird, ab.
Thomas freut sich, dass Elsa das Haus der Vigneaux’ kaufen will. Vor ihren Eltern jedoch weist Elsa dieses Ansinnen als absurd zurück und Thomas reagiert tief enttäuscht. Da sie Elsa als unruhig und fahrig erleben, bringen ihre Eltern sie dazu, ihnen den Grund für ihr Verhalten zu verraten. Die Eltern reagieren bestürzt, dass Elsa in Lola ihre tote Tochter zu erkennen glaubt, und wollen ihr ihre Einbildung ausreden. Elsa jedoch lässt nicht locker. Auf Arbeit bricht Elsa später erschöpft zusammen. Im Supermarkt trifft sie zufällig Claire wieder, die sich ihr gegenüber kühl verhält. Als Elsa kurz darauf bei einer Ballettvorführung Lolas erscheint und sich während des Tanzes sogar hinter der Bühne aufhält, reicht es Claire. Sie sucht Elsa auf Arbeit auf und stellt sie zur Rede. Elsa erklärt ihr ihren Verdacht und Claire ist entsetzt und empört und rät Elsa, sich in Therapie zu begeben. Die verlangt von Claire einen DNA-Test, um die Mutterschaft zu beweisen. Als Claire sich weigert, bricht Elsa bei ihr ein und sammelt Haare Lolas von ihrem Kopfkissen. Claire überrascht sie und beide Frauen beginnen eine Schlägerei. Während Elsas Noch-Mann seiner Frau Vorwürfe macht, dass sie verrückt sei und die Vergangenheit endlich ruhen lassen soll, reagiert Claire ähnlich unruhig und fahrig wie Elsa. Beide Frauen treffen sich später erneut und Claire erzählt Elsa die Wahrheit: Tatsächlich waren beide Frauen im selben Krankenhaus und haben den Brand miterlebt. Claires Tochter starb beim Brand und Claire hörte, stumm vor Schmerz, im Nebenzimmer ein Kind weinen. Elsa lag zu dem Zeitpunkt bereits ohnmächtig am Boden und Claire glaubte, sie sei tot. Sie nahm Lucy an sich und floh aus dem brennenden Gebäude. Beide wurden in ein Krankenhaus in Paris verlegt und nie zum Brand befragt. Eine nachträglich ausgestellte Geburtsurkunde gab als Geburtsort Paris an; Claire erzählte ihrem Mann nie, was in der Brandnacht wirklich geschehen ist. Nun müssen sich beide Familien neu finden. Claires Mann und Lola erfahren die Wahrheit. Die Familie wird vorerst in Frankreich bleiben. Ein erster gemeinsamer Spaziergang mit Lola macht Elsa deutlich, dass die enge Bindung zur Tochter zunächst nur einseitig ist. Lola beharrt darauf, sich nicht an Elsa und die gemeinsamen fünf Tage im Krankenhaus erinnern zu können.

## Produktion

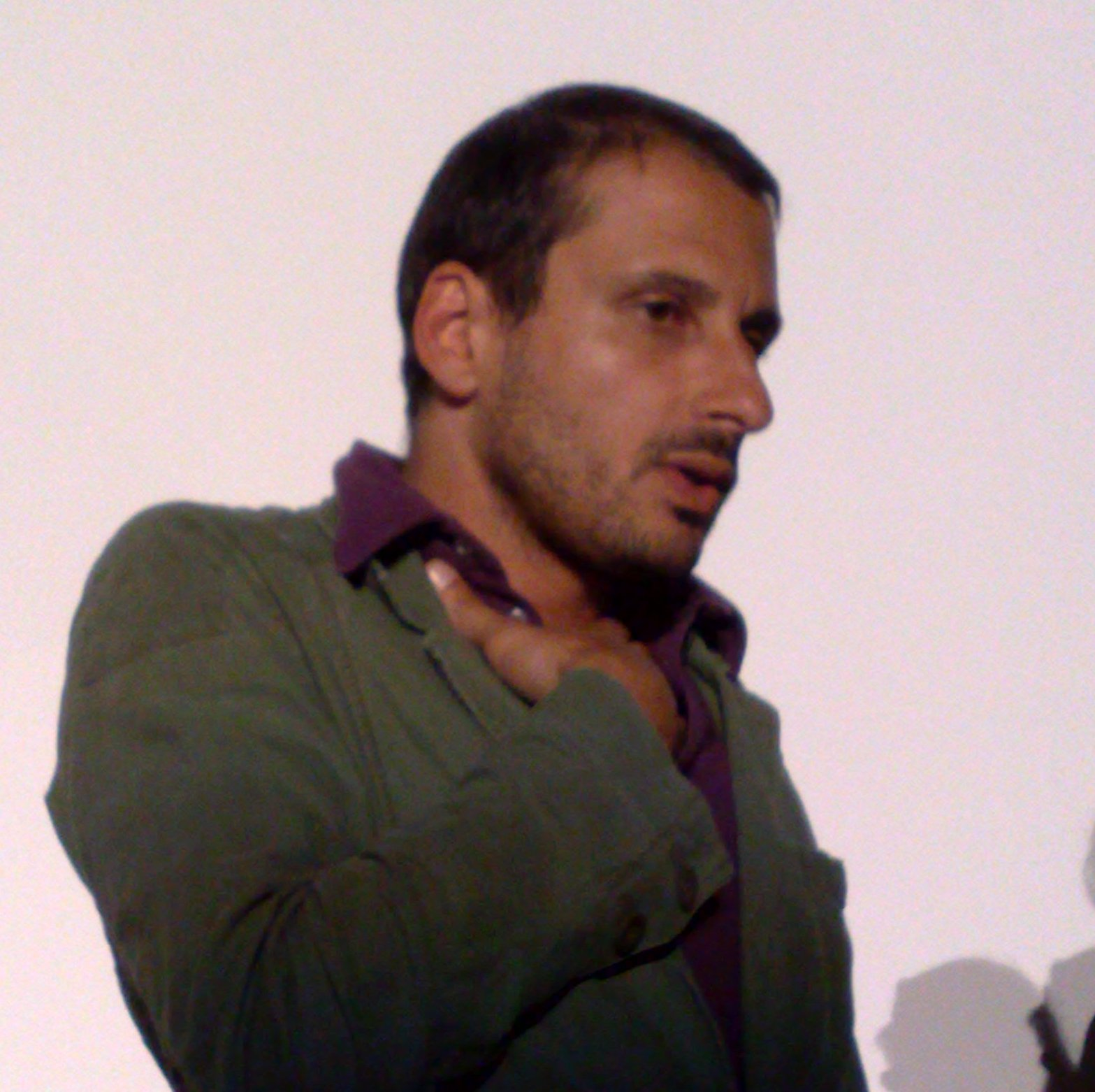
Regisseur Safy Nebbou während der Vorpremiere des Films im August 2008 in Lille

Laut Filmabspann beruht Das Zeichen des Engels auf einem authentischen Fall; dieser trug sich in den Vereinigten Staaten zu. Der Film wurde unter anderem in Paris und Saint-Maur-des-Fossés gedreht. Die Kostüme schuf Corinne Jory, die Filmbauten stammen von Cyril Gomez-Mathieu.
Safy Nebbou führte mit Das Zeichen des Engels zum zweiten Mal Langfilmregie. Bereits in seinem Regiedebüt Der Hals der Giraffe hatte Sandrine Bonnaire die Hauptrolle übernommen. Nebbou ist im Film in einem Cameo-Auftritt als Kunde in Elsas Apotheke zu sehen. Sein Bruder Mehdi Nebbou übernahm im Film eine kleine Rolle als Polizist.
Der Film lief am 13. Juni 2008 erstmals auf dem Festival du film de Cabourg und kam am 13. August 2008 in die französischen Kinos, wo er von fast 600.000 Zuschauern gesehen wurde. In Deutschland war der Film erstmals am 25. April 2011 auf Bayern 3 im Fernsehen zu sehen und wurde am 18. August 2011 auf DVD veröffentlicht.

## Synchronisation
| Rolle            | Darsteller         | Synchronsprecher   |
| ---------------- | ------------------ | ------------------ |
| Elsa Valentin    | Catherine Frot     | Susanne von Medvey |
| Claire Vigneaux  | Sandrine Bonnaire  | Sabine Arnhold     |
| Bernard Vigneaux | Wladimir Yordanoff | Bodo Wolf          |
| Alain Valentin   | Michel Aumont      | Klaus Sonnenschein |
| Laurence         | Sophie Quinton     | Anna Carlsson      |
| Colette          | Michèle Moretti    | Isabella Grothe    |

## Kritik
Der film-dienst nannte Das Zeichen des Engels ein „subtil inszeniertes, mit Thrillerelementen durchsetztes Psychogramm zweier Frauen“. Der Film werde von der Schauspielkunst Sandrine Bonnaires und Catherine Frots getragen, bleibe jedoch „in seiner Aussage betont ambivalent“ und warte mit einem „eher unbefriedigenden Ende“ auf. Für Cinema war es ein „böses Stalkerdrama“ und „Psychoduell“ „mit Reminiszenzen an Hitchcock und Chabrol“, „das durch das Spiel seiner großartigen Hauptdarstellerinnen einen unheimlichen Sog erzeugt“.

## Auszeichnung
Catherine Frot erhielt 2009 eine Nominierung für einen Globe de Cristal in der Kategorie Beste Hauptdarstellerin.